# Anarko-kommunisme
Anarko-kommunisme, den specifikt anarkistiske kommunisme, er frem for alt teoretisk retning indenfor anarkismen og altså ikke indenfor kommunismen (som bevægelse i historisk perspektiv). Historisk anses bevægelsen for at være en del af venstreoppositionen, især i Europa.
Anarko-kommunister stræber efter det kommunistiske samfund, hvor mennesker økonomisk set "yder efter evne og nyder efter behov". Det anarkistiske præg giver sig særligt til udtryk i deres afvisning af  (politisk) autoritet som middel, hvilket ikke er kendetegnende for kommunismen.
Selvom anarko-kommunismen også ønsker afskaffelse af lønarbejdet, adskiller den sig dog også fra andre traditionelle anarkistiske retninger, som mutualismen og den kollektivistiske anarkisme, da disse retninger på forskellig vis kun kræver ophævelse af ejendomsretten til produktionsmidlerne, men ikke til de færdige produkter og varer.
Joseph Déjacque, der af mange ses som den første anarko-kommunist, skrev i 1857 i et brev til mutualisten og anarkisten Joseph-Pierre Proudhon, at  det ikke var "retten til produkterne af ens arbejde mennesker har ret til, men opfyldelsen af ens behov, hvad end de måtte være" (Ifølge Joseph Dejacque).

## Teori
Dens mål er som enhver anden anarkisme det stats- og klasseløse samfund. Den adskiller sig fra andre anarkismer, idet den forestiller sig et samfund, hvor ikke bare ejendomsretten til produktionsmidlerne er afskaffet, men også ejendomsretten til frugten af ens arbejde. Dette er helt centralt for den anarkistiske kommunister af tre grunde:
1. Ejendomsretten er i sig selv ikke en naturlov. Derimod skal enhver have mulighed for at tilfredsstille sine behov – uanset om de selv har produceret det eller ej, og om de har arbejdet eller ej.
2. Der er risiko for en ny kapitalakkumulation og dermed skabelse af nye sociale klasser, da det er dem, der har produceret noget brugbart, der bestemmer (alt efter hvad der er i deres interesse) hvem der skal forbruge deres goder. Dermed opnår de en ny økonomisk magt gennem ejendomsretten, hvor de i princippet kan skalte og valte med andres liv.
3. I et samfund produceres intet uafhængigt af andre i samfundet. De, der producerer i én sektor er afhængige af at andre sektorer også fungerer (infrastruktur, fødevarer m.v.) og produktion kan derfor kun ses som et samlet produkt af hele samfundets aktiviteter. Dette opgør med traditionelle værdi-teorier blev udarbejdet af Kropotkin i bl.a. Erobringen af brødet.
I Proudhons idé om mutualisme er det ikke muligt at akkumulere værdi, derimod kan producenten kun beholde det (eller have krav på det) af det vedkommende har produceret, der dækker deres egne behov. Resten gives videre til "fællesskabet". Proudhon skelner nemlig mellem besiddelse og ejendomsret. Besiddelse vil sige at have det, der dækker ens behov. Ejendomsret betyder det at kunne akkumulere værdi udover ens egne behov, hvorved man opnår den økonomiske magt til at bestemme over fordelingen af det producerede.
Hos Bakunin er fællesskabet eller kommunen helt central (kollektivistisk anarkisme). Han forestiller sig derfor både en fællesskabelig produktion og et fællesskabeligt forbrug, hvor man fordeler det producerede mellem sig efter behov. Ingen skal have noget naturbestemt privilegie, der giver dem ret til at bestemme over hverken hvad der produceres og hvem der forbruger det.

## Begrebsmæssig oprindelse
Anarko-kommunisme eller anarkistisk kommunisme er en sammensætning af ordene anarkisme eller anarki og kommunisme. Som ideelle samfundssystemer adskiller disse sig ikke fra hinanden, men er begge udtrykket for det stats- og klasseløse samfund.
I praksis, som bevægelser, adskiller de to sig dog kraftigt. Derfor var det også nødvendigt for anarkister ikke bare at kalde sig kommunister, men at definere sig selvstændigt.
Pjotr Kropotkin skriver i Anarchist Communism: Its Basis and Principles fra 1887:
"But our communism is not that of the authoritarian school: it is anarchist communism, communism without government, free communism. It is a synthesis of the two chief aims pursued by humanity since the dawn of its history--economic freedom and political freedom."

## Historie
Den anarko-kommunistiske idé kan føres helt tilbage til England (Diggers-bevægelsen) og Frankrig (under revolutionen) i slutningen af 1700-tallet. Italienske anarkister (bl.a. Errico Malatesta) begynder i 1870'erne at interessere sig yderligere for disse ideer. I 1880 udgiver Carlo Cafiero skriftet Anarchy and Communism og senere Peter Kropotkin i 1887 det lille skrift Anarchist Communism: Its Basis and Principles.
Ideerne gav også inspiration til nogle af de revolutionære ideer og oprør der bredte sig i Europa, blandt andet Ilinden–Preobrazhenie oprøret i 1903 under ledelse af Mikhail Gerdzjikov, hvor der blev oprettet en anarko-kommunistisk kommune på Balkan.

## Kendte anarko-kommunister
- Errico Malatesta
- Peter Kropotkin
- Alexander Berkman
- Joseph Déjacque
- Mikhail Gerdzjikov